# Чедраско
Чедраско (итал. Cedrasco) је насеље у Италији у округу Сондрио, региону Ломбардија.
Према процени из 2011. у насељу је живело 422 становника. Насеље се налази на надморској висини од 295 м.

## Становништво
Према резултатима пописа становништва 2011. у општини је живело 455 становника.
| 1936. | 1951. | 1961. | 1971. | 1981. | 1991. | 2001. | 2011. |
| ----- | ----- | ----- | ----- | ----- | ----- | ----- | ----- |
| 428   | 448   | 455   | 474   | 501   | 497   | 484   | 455   |